# Valores ocidentais

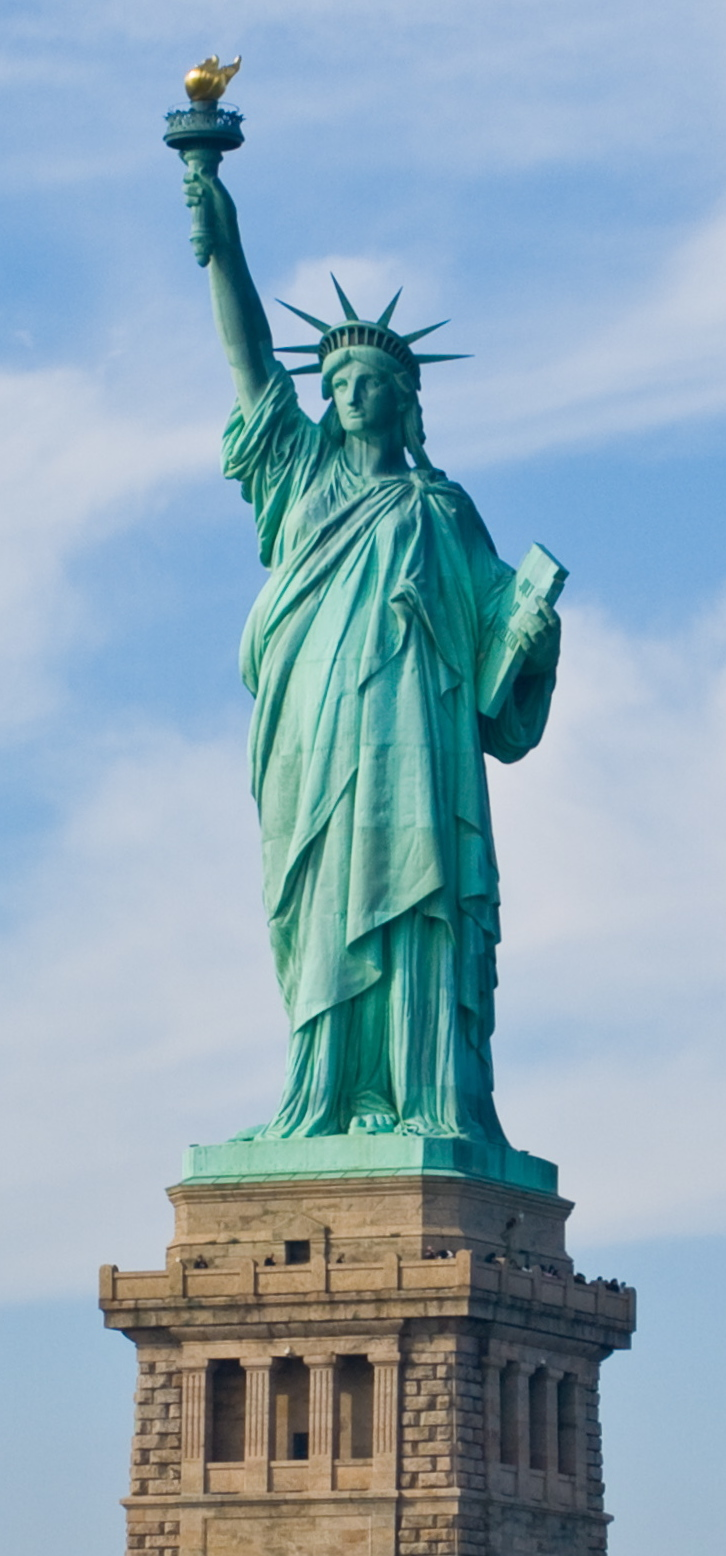
A Estátua da Liberdade, um famoso símbolo do individualismo americano e considerada um pilar dos valores ocidentais

"Valores ocidentais" são um conjunto de valores fortemente associados ao Ocidente, que geralmente enfatizam a importância de uma cultura individualista. Eles são frequentemente vistos como decorrentes dos valores judaico-cristãos e do iluminismo, embora desde o século XX tenham sido marcados por outros aspectos sociopolíticos do Ocidente, como o capitalismo de livre mercado, o feminismo, a democracia liberal, o método científico e o legado da revolução sexual.

## Contexto
Os valores ocidentais foram historicamente adotados em todo o mundo, em grande parte devido ao colonialismo e à dominação pós-colonial exercida pelo Ocidente, sendo influentes no discurso e na justificação desses fenômenos. Isso gerou certa oposição a esses valores e incentivou a procura de valores alternativos em alguns países, embora alguns argumentem que os valores ocidentais sustentaram a busca dos direitos humanos por parte dos povos não ocidentais, e que têm um carácter mais global do que muitas vezes se assume. As guerras mundiais forçaram o Ocidente a refletir sobre a aplicação de seus próprios valores, já que os conflitos internos e a ascensão dos nazistas na Europa — que se opunham abertamente aos valores ocidentais — o enfraqueceram grandemente. Após a Segunda Guerra Mundial e o início da era pós-colonial, instituições globais como as Nações Unidas foram fundadas com base nos valores ocidentais.
Os valores ocidentais têm sido usados para explicar diversos fenômenos relacionados à dominância global e ao sucesso do Ocidente, como o surgimento da ciência e da tecnologia modernas. Eles foram disseminados pelo mundo através de vários meios, como por exemplo através da difusão dos esportes ocidentais. O prestígio global dos valores ocidentais é visto por alguns como um fator que contribui para o declínio prejudicial de culturas e valores não ocidentais.

## Recepção
Um tema constante de debate em torno dos valores ocidentais tem sido a sua aplicabilidade universal ou a ausência dela. Nos tempos modernos, à medida que várias nações não ocidentais se ergueram, procuraram opor-se a certos valores ocidentais, com até mesmo países ocidentais a recuarem até certo ponto na defesa dos seus próprios valores, o que alguns interpretam como uma transição contestada para uma era pós-ocidental do mundo. Os valores ocidentais também são frequentemente contrastados com os valores asiáticos do Oriente, que, entre outros fatores, defendem fortemente o comunitarismo e a deferência à autoridade.
A adoção de valores ocidentais entre os imigrantes no Ocidente, principalmente na Europa e Estados Unidos, também foi examinada, com alguns ocidentais a oporem-se à imigração do mundo islâmico ou de outras regiões não ocidentais devido a uma incompatibilidade percebida de valores; outros apoiam a imigração com base no multiculturalismo.